# Archives historiques de Belgrade
Les Archives historiques de Belgrade (en serbe cyrillique : Историјски архив Београда ; en serbe latin : Istorijski arhiv Beograda), en Serbie, ont été fondées en 1945. Elles rassemblent des documents provenant des 17 municipalités de la ville de Belgrade sur une période allant du milieu du XVIIIe siècle à la fin du XXe siècle.

## Fonds
Les 2 400 m2 occupés par les archives abritent environ 13 200 m linéaires de documents, dont la plupart sont rédigés en serbe ou en allemand. L'un des plus anciens documents conservés remonte à la seconde moitié du XVIe siècle ; il s'agit d'un dialogue entre un Turc ottoman et un Chrétien à propos de la situation politique et militaire de l'époque ; il est écrit en turc. Le fonds le plus ancien provient de l'hôtel de ville de Zemun et date de 1749 ; à cette époque, Zemun faisait partie de l'empire d'Autriche et la plupart des documents sont écrits en allemand. En revanche, la plus grande partie des documents datent d'après 1945 et, parmi les fonds les plus récents, figure celui du Festival international de théâtre de Belgrade (BITEF). Les archives conservent aussi des chartes, des diplômes ainsi que des photographies anciennes.

## Legs, donations et achats
Le fonds s'est enrichi de legs et de donations, comme ceux de Konstantin-Koča Popović et Leposava Lepa Perović, de l'acteur et homme de théâtre Jovan Ćirilov, de l'historien Ivan Đurić, de la danseuse Jelena Šantić, du plasticien Miroljub Todorović, de l'architecte Ivica Mlađenović, de la femme de lettres Nada Marinković, du journaliste et réalisateur de télévision Novak Novaković ou du héros national Vicko Krstulović.

## Autres activités
Les Archives historiques de Belgrade organisent également des expositions, dont l'une, Belgrade à travers les siècles, présentée en 2003, est devenue permanente. En 2009, une exposition sur Le camp de concentration de Banjica a été réalisée, et, en 2012, une exposition intitulée Novi Beograd et ses secrets. Ces expositions se tiennent dans la galerie moderne construite par l'architecte Bojana Đurović en 2003.
Les archives jouent aussi un rôle éditorial, avec la publication de catalogues d'exposition mais aussi l'édition d'ouvrages de synthèse comme BITEF, 40 ans de nouvelles tendances théâtrales ou L'État serbe moderne (1804-2004).